# Кеташвили, Гела Георгиевич
Ге́ла Гео́ргиевич Кеташви́ли (груз. გელა გიორგის ძე კეტაშვილი; 27 сентября 1965, Тбилиси, Грузинская ССР, СССР) — советский и грузинский футболист, защитник. Заслуженный мастер спорта СССР (29.03.1989).

## Биография
Начинал как нападающий, много забивал в юношеских командах. В 17 лет Гиви Нодия перевёл Кеташвили в защитники.
В 9-м классе проявил себя на турнире в Кутаиси. Кеташвили предложили попробовать силы в «Торпедо» из Кутаиси, на что он ответил согласием. В 1-м же сезоне своей карьеры проявил себя как классный защитник, в 1984 уже играл в «Динамо» из Тбилиси. В 1989 был избран капитаном тбилиссцев.
В 1989 ему предлагали два варианта перехода: в «Динамо» из Москвы к Бышовцу и «Динамо» киевское к Лобановскому. Сам Кеташвили хотел перейти, тем более, что у него был шанс играть на ЧМ-90. Однако от грузинских националистов получил ряд угроз («Объявим тебя врагом грузинского народа»), от своих планов отказался.
В 1990 году в 1-й игре чемпионата Грузии «Динамо» (Тбилиси) — «Колхети» (Поти) забил мяч в свои ворота, а команда проиграла 0:1. В конце сезона из-за интриг внутри команды вынужден был уйти из клуба. Сезон 1991 провёл в «Гурии», но из-за травмы мениска и автоаварии провёл сезон не полностью. Потом 4 месяца играл в «Динамо» из Махачкалы, откуда ушёл из-за невыполнения пунктов контракта руководством команды.
В сезоне 1993/94 выступал за команду своего друга, «Тетри Арциви» (груз. თეთრი არწივი — «Белый орел»). В 1994 новый тренер «Динамо» из Тбилиси Сергей Кутивадзе позвал Кеташвили обратно в команду. Он согласился на переход, однако отношения с главным тренером не сложились. В начале 1995 года тренировался в ЦСКА у Тарханова, однако спустя 2 месяца понял, что физическое состояние не позволяет выступать на высоком уровне.
В чемпионатах СССР провёл 164 матча, забил 4 гола. Чемпион Грузии 1990 и 1995 годов.
За олимпийскую сборную СССР сыграл 11 матчей, чемпион Олимпийских игр 1988 года (один из трёх полевых игроков сборной СССР, проведших все 6 матчей финального турнира без замен). Золотую медаль позже сдал в фонд помощи беженцам из Абхазии. Позже оказалось, что её попытались вывезти из Грузии, но перевозчика задержали на турецкой границе. Медаль Кеташвили так и не вернули, и он сам не предпринимал никаких поисков.
Провёл три матча за главную сборную СССР и один матч за сборную Грузии (против Литвы в мае 1990).
В 1995 стал инспектором автодорожной полиции в Тбилиси. Имел звание старшего лейтенанта.
Работал инспектором матчей чемпионата Грузии. В начале 2005 года работал руководителем отдела регистрации главного управления дорожной полиции Грузии, покинув должность со скандалом. Работал вице-президентом Объединения ветеранов грузинского футбола.

## Характеристика
Был бесстрашным защитником, смело шёл в стыки. За всю карьеру имел множество травм — переломы носа, ключицы, руки, ребер, ноги, 3 сотрясения мозга. В 1991 попал в автоаварию — был ослеплён фарами встречной машины и врезался в бетонный парапет — где также получил ряд травм.

## Личная жизнь
Сын Георгий — также футболист.

## Награды
- Президентский орден «Сияние» (Грузия, 2018)[6]